# Wasilij Bielawski
Wasilij Arsienjewicz Bielawski, ros. Василий Арсеньевич Белявский (ur. 2 marca?/14 marca 1882 w stanicy Esaułowskaja, zm. ?) – rosyjski wojskowy, członek Sztabu Wojsk Dońskich podczas II wojny światowej, emigracyjny pisarz.
Ukończył szkołę cerkiewną, a następnie szkołę 2-klasową. Służył w 5 Dońskim Pułku Kawalerii, w którym przeszedł szkolenie wojskowe. Następnie odkomenderowano go do 14 Dońskiego Pułku Kawalerii. Od 1911 r. służył w intendenturze XIV Korpusu Armijnego. W 1913 r. odkomenderowano go do sztabu warszawskiego okręgu wojskowego, gdzie ukończył 3-miesięczny kurs intendencki. Brał udział w I wojnie światowej. Służył w oddziale zaopatrzenia sztabu 8 Armii. Podczas wojny domowej w Rosji służył w zaopatrzeniu Armii Dońskiej. Po ewakuacji wojsk Białych z Noworosyjska na Krym pozostał w Rosji. W okresie sowieckim mieszkał w Rostowie nad Donem, gdzie pracował w wydziale zaopatrzenia urzędu ubezpieczeń społecznych. W latach 30. był represjonowany. Po zajęciu Rostowa nad Donem przez wojska niemieckie 24 lipca 1942 r., został członkiem kolaboracyjnego Sztabu Wojsk Dońskich. Pełnił w nim funkcję intendenta. Zajmował się także werbunkiem ochotników do kozackich oddziałów wojskowych na służbie niemieckiej. W 1943 r. ewakuował się do Rzeszy. Po zakończeniu wojny zamieszkał w zachodnich Niemczech. Napisał i wydał książki pt. „Kto winowat?”, „Prawda o Dienikinie” i „Wtoraja Mirowaja wojna” oraz wspomnienia z czasów wojny.